# Kanton Fort-de-France-4
Der Kanton Fort-de-France-4 war ein Kanton im französischen Übersee-Département Martinique im Arrondissement Fort-de-France. Er umfasst einen Teil des Hauptortes Fort-de-France.
Vertreter im Generalrat des Départements war seit 2011 Luc de Grandmaison.